# Внутренний сплетениевидный слой
Внутренний сплетениевидный слой (англ. inner plexiform layer, IPL) — один из десяти слоев сетчатки позвоночных, образованный из переплетения аксоновых окончаний биполярных клеток и дендритов амакриновых и ганглионарных клеток.
Последняя ступень обработки информации внутри сетчатки перед направлением в зрительные центры в мозге. Аксоны биполярных клеток приносят информацию из внешнего сетчатого слоя к нейронам внутреннего сетчатого слоя. Здесь биполярные клетки передают информацию амакриновым клеткам, которые модулируют сигналы и передают их дальше на дендриты ганглионарных клеток.
Толщина слоя составляет 50-70 мкм.